# Rhynchosia angustifolia
Rhynchosia angustifolia är en ärtväxtart som beskrevs av Dc. Rhynchosia angustifolia ingår i släktet Rhynchosia och familjen ärtväxter. Inga underarter finns listade i Catalogue of Life.